# Корюшкино
Корюшкино — деревня в Белохолуницком районе Кировской области. Входит в состав Белохолуницкого городского поселения.

## География
Деревня находится на северо-востоке центральной части Кировской области, в юго-западной части Белохолуницкого района. Абсолютная высота — 177 метров над уровнем моря.
Расстояние до районного центра (города Белая Холуница) — 3 км.

## Население
По данным всероссийской переписи 2010 года, численность населения деревни составляла 4 человека (мужчины — 2, женщины — 2).

## История
Починок Карюшкинский впервые упоминается в описи Холуницкого железоделательного завода за 1832 год.